# Sibila Apenínica

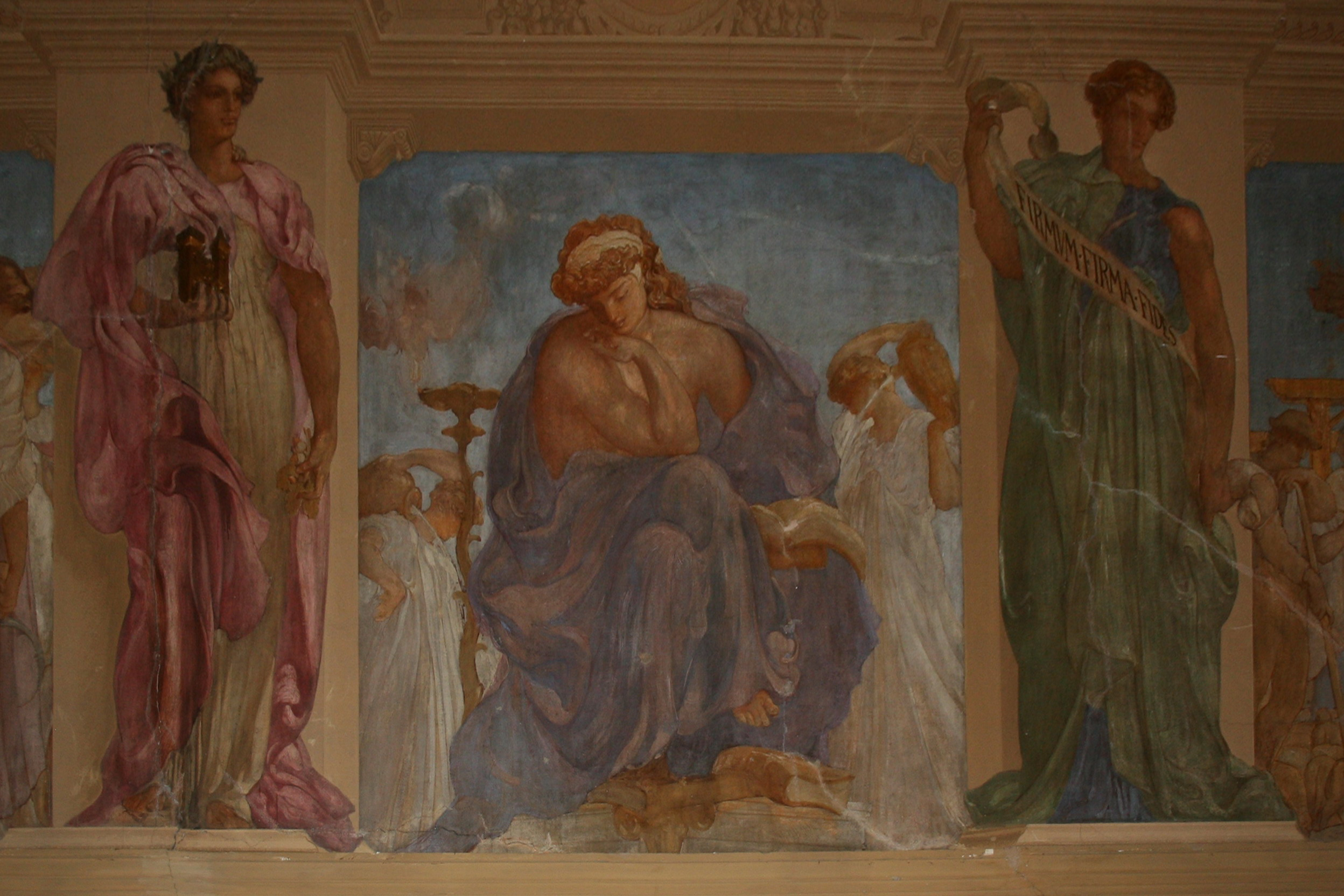
La Sibilla Apenínica, de Adolfo De Carolis.

La Sibila Apenínica, conocida también como Sibila Picena, es una sibila que no se encuentra el la lista de las diez de la época clásica a las que se refiere Marco Terencio Varrón, a pesar de que las primeras fuentes sobre esta figura se encuentran ya al inicio de la era imperial.
La primera referencia histórica que se podría identificar con la Sibila Apenínica se encuentra en de vita caesarum de Suetonio, que, hablando de Vitelio, refiere una vigilia cerca de los Apeninos que tuvo lugar antes de su admisión en Roma en el año 69:

In Appennini quidem iugis etiam pervigilium egit
Sobre la cima del Apenino una vigilia mantuvo

También Trebelio Polión en su  Historia Augusta refiere un episodio relacionado con Claudio II el Gótico, en el que este emperador consultó en 268 su futuro a un oráculo en los Apeninos:

Item cum Appennino de se consuleret, responsum huius modi accepit
Del mismo modo, cuando consultó sobre sí en los apeninos, recibió la siguiente respuesta

Con el advenimiento del cristianismo, el origen pagano de la sibila llevó a una interpretación demoníaca de la figura, que se evidencia, por ejemplo, en la novela caballeresca Il Guerrin Meschino, de Andrea da Barberino. Posteriormente inspiró a autores importantes, como Richard Wagner en su Tannhäuser.